# Денис Марконато
Денис Марконато (итал. Denis Marconato; Тревизо, 29. јул 1975) је бивши италијански кошаркаш. Играо је на позицији центра.

## Биографија
Марконато је одиграо 653 утакмице у италијанској Серији А и просечно бележио 6,4 поена, односно 5,1 скока по мечу. У каријери је играо на четири завршна турнира Евролиге, а најбоље партије пружао је у редовима Бенетона и Барселона, у периоду од 1996. до 2008. године.
Са репрезентацијом Италије освојио је злато на Европском првенству 1999, сребро на ЕП 1997 и бронзу на ЕП 2003. Такође има и сребрну медаљу са Олимпијских игара 2004. у Атини.

## Успеси

### Клупски
- Тревизо:
  - Првенство Италије (3): 1996/97, 2001/02, 2002/03.
  - Куп Италије (5): 1995, 2000, 2003, 2004, 2005.
  - Суперкуп Италије (3): 1997, 2001, 2002.
  - Куп Рајмунда Сапорте (2): 1994/95, 1998/99.

- Монтепаски Сијена:
  - Првенство Италије (1): 2009/10.
  - Куп Италије (1): 2010.
  - Суперкуп Италије (1): 2009.

- Барселона:
  - Куп Шпаније (1): 2007.

### Репрезентативни
- Европско првенство:  1997,  1999,  2003.
- Олимпијске игре:  2004.

### Појединачни
- Најкориснији играч Купа Италије (1): 2000.
- Најкориснији играч Суперкупа Италије (1): 1997.